# Chanson des Saisnes
La Chanson des Saisnes (en español, Cantar de los sajones) es un cantar de gesta francesa escrito de Jean Bodel. Se cree que lo escribió entre 1180 y antes de 1202; está escrito en versos alejandrinos con rima consonante y, según las versiones conservadas en diferentes manuscritos, consta de entre 4.337 versos o hasta más de ocho mil.
La canción narra la guerra de Carlomagno contra el rey sajón Guiteclin. El personaje del rey sajón se basa en el personaje histórico de Viduquindo de Sajonia, que capitaneó una rebelión de los sajones el 775; pero, fuera del nombre, el cantar de gesta, donde, entre otras cosas, los saxons son musulmanes, no tiene ninguna otra verosimilitud histórica.

## Argumento
El rey de los sajones, Guiteclin, enterado de la derrota de Roncesvalles y creyendo que Carlomagno está en una posición debilitada, ataca y destruye Colonia. Carlomagno reúne su ejército, llega a Sajonia y asedia la ciudad de Tremoigne (Dortmund). A la otra orilla del Rin hay el campamento de Guiteclin. La mujer de Guiteclin, la reina Sebila, establece su tienda cerca del río para poder ver a Balduino, sobrino de Carlomagno, de quien se ha enamorado (también su doncella, la cautiva Helisenda, se enamora de Berart, compañero de Balduino). Se alarga el asedio sin resultados y se suceden las peripecias de los amantes. Finalmente, Carlomagno hace construir un puente sobre el río y ataca y vence a Guiteclín. Las dos parejas de enamorados se casan. El cantar todavía continúa con el ataque de los hijos de Guiteclín a Balduino, a quien Carlomagno había hecho rey de Sajonia. Carlomagno, avisado, va a socorrerlo, pero Balduino muere en combate. Después de la victoria final de Carlomagno, Sebila se recluye en un monasterio.

## Comentario
El texto se conserva en cuatro manuscritos:
- A, París, Bibliothèque de l’Arsenal, 3142, folios 229r° a 253 v°
- R, París, Bibliothèque nationale, fr 368, folios 121r° a 139 v°
- L, Cologny-Ginebra, Fondation Martin Bodmer, cod. 40, folios 1r° a 122 v°
- T, Turín, Biblioteca nazionale, LV 44, folios 1r° a 135 v°.

Una versión, diferente y más antigua, del mismo argumento se conserva en la Karlamagnús saga, en su quinta rama titulada Af Gvitalín Saxa; en ésta aparece Roldán. También se encuentra un resumen en la Gran conquista de Ultramar, así como rastros en cuatro romances de Baldovinos (Balduino, el sobrino de Carlomagno), estudiados por Menéndez Pidal.
También es interesante, porque refleja las tensiones reales de la época donde se escribe el cantar, un tema secundario al inicio del cantar en que los barones de Herupe, los herupois, se niegan a pagar un impuesto que se les exige además del servicio de hueste. Finalmente, el rey los eximirá del impuesto, pero acabarán colaborando en la expedición. Los barones de Carlomagno protagonizarán otros actos de desobediencia —protestar por la longitud de la campaña, negarse a construir el puente del Rin porno ser labor de caballeros—, con lo cual la figura del rey en este cantar no es la del rey majestuoso y todopoderoso que aparece en otros cantares de gesta.
Los amores de Sebila muestran la influencia de la literatura del fin’amors.